# Жглино
Жглино (рос. Жглино) — присілок у Лузькому районі Ленінградської області Російської Федерації.
Населення становить 24 особи. Належить до муніципального утворення Ретюнське сільське поселення.

## Історія
Згідно із законом від 28 вересня 2004 року № 65-оз належить до муніципального утворення Ретюнське сільське поселення.

## Населення
| 1838 | 1862 | 1928 | 1958 | 1997 | 2007 | 2010 |
| ---- | ---- | ---- | ---- | ---- | ---- | ---- |
| 140  | ↘88  | ↗165 | ↘76  | ↘23  | →23  | ↗24  |